# Gunter Hanfgarn
Gunter Hanfgarn (* 1959) ist ein deutscher Filmproduzent, Regisseur und Autor.

## Leben
Gunter Hanfgarn studierte Psychologie in Landau und Berlin. Von 1988 bis 1990 arbeitete er für RIAS-TV in Berlin. 1991 gründete er gemeinsam mit Andrea Ufer die Produktionsgesellschaft Hanfgarn & Ufer Filmproduktion GbR (H&U).
Er erhielt 2016 den Grimme-Preis 2016 im Bereich Fiktion/Spezial als Produzent des Films Patong Girl (gemeinsam mit Andrea Ufer). Die H&U-Produktion Wie Holocaust ins Fernsehen kam war 2020 Grimme-Preis-Träger im Bereich Information & Kultur für die Regie. Der Dokumentarfilm Der Jungfrauenwahn wurde 2016 mit dem Bayerischen Fernsehpreis für Buch und Regie bedacht. Seine Produktion No Land’s Song wurde 2017 für den Deutschen Filmpreis nominiert.
Gunter Hanfgarn ist Mitglied der Deutschen Filmakademie, der Europäischen Filmakademie und der Arbeitsgemeinschaft Dokumentarfilm, deren Vizepräsident er von 2009 bis 2012 war.

## Filme (Auswahl, Produzent)
- The Stream, 1994, Regie Gary Lane
- Rabenmütter-Journal, 2001, Regie Bettina Clasen
- I am from Nowhere, 2002, Regie Georg Misch
- Cinemania, 2002, Regie Angela Christlieb
- Calling Hedy Lamarr, 2004, Regie Georg Misch
- Friendly Enemy Alien, 2006, Regie John Burgan
- Sportsfreund Lötzsch, 2007, Regie Sascha Hilpert und Sandra Prechtel
- Stolperstein, 2008, Regie Dörte Franke
- Vacuum, 2008, Koproduzent, Regie Maria Teresa Curzio
- Ballada, 2009, Regie Andreas Maus
- Adopted, 2010, Regie Gudrun F. Widlok und Rouven Rech
- Bruder Schwester, 2011, Regie Maria Mohr
- Gangsterläufer, 2011, Regie Christian Stahl
- Carne de Perro, 2012, Regie Fernando Guzzoni
- Mother´s Day, 2012, Regie Bin Chuen Choi
- Der Banker: Master of the Universe, 2013, Regie Marc Bauder
- Pelo Malo, 2013, Koproduzent, Regie Mariana Rondón
- Die Arier, 2013, Regie Mo Asumang
- No Land’s Song, 2014, Regie Ayat Najafi
- Patong Girl, 2014, Regie Susanna Salonen, Grimme-Preis 2016
- Ausgedient, 2014, Regie Michael Richter
- Der Jungfrauenwahn, 2015, Regie Güner Yasemin Balcı
- Iona, 2015, Koproduzent, Regie Scott Graham
- Camino a la Paz, Koproduzent, Regie Francisco Varone
- Border Cut, 2018, Regie Igor Chojna
- Wie Holocaust ins Fernsehen kam, 2019, Alice Agneskirchner, Grimme-Preis 2020
- Endlich Tacheles, 2020, Regie Jana Matthes, Andrea Schramm
- Bundestag, 2020, Regie Hendrik Reichel
- Wikipedia – die Schwarmoffensive, 2021, Regie Maria Teresa Curzio
- Rivale, 2020, Regie Marcus Lenz
- Wer wir waren, 2021, Regie Marc Bauder
- The Strait Guys, 2022, Regie Rick Minnich
- Johnny & Me, 2023, Regie Katrin Rothe
- Be Water – Voices from Hong Kong, 2023 Regie Lia Erbal
- Ein Traum von Revolution, 2024, Regie Petra Hoffmann
- KI – Maschinenträume im Film, 2024 Regie Mario Sixtus
- Luisa, 2025 Regie Julia Roesler
- Friendly Fire, 2025 Regie Klaus Fried
- Der Palmer Komplex, 2025 Regie Frank Marten Pfeiffer

## Filme (Regie)
- Morgen kann alles anders sein, 1992, auch Autor
- Seitensprünge – Deutsch–deutsche Scheinehen, 1999, gemeinsam mit Cornelia Klauß (beide auch Autoren)